# Aerith Gainsborough
Aerith Gainsborough (Japans:エアリス・ゲインズブール, Earisu Geinzubūru, in de oorspronkelijke Engelse versies gespeld als Aeris Gainsborough) is een personage uit het computerspel Final Fantasy VII, ontwikkeld door Square (tegenwoordig Square Enix). Ze werd ontworpen door Tetsuya Nomura, met invloeden van Yoshinori Kitase, Hironobu Sakaguchi en Yoshitaka Amano.
Aerith is een van de hoofdpersonages in Final Fantasy VII en sluit zich aan bij de eco-terroristische groepering AVALANCHE. In de loop van het verhaal komt de groep in conflict met Sephiroth, de belangrijkste antagonist van het spel. Daarbij wordt onthuld dat Aerith de laatst overgebleven afstammeling is van een oud ras, de Cetra (of "Ancients"). Ze wordt uiteindelijk vermoord door Sephiroth, wat geldt als een van de meest memorabele scènes in de geschiedenis van videogames.

## Achtergrond
Aerith Gainsborough groeide op in de sloppen van Sector 5 in Midgar, waar ze samen met haar adoptiemoeder Elmyra een eenvoudig bestaan leidde. Ze werd geboren als dochter van Ifalna, de laatste overlevende van het oude ras genaamd de Cetra, en werd op jonge leeftijd wees toen haar moeder overleed tijdens hun vlucht voor de Shinra Electric Power Company. Shinra wilde haar gebruiken als sleutel tot het mysterieuze Beloofde Land, een plek die volgens oude legendes rijk zou zijn aan levensenergie, ofwel Mako.
Elmyra vond het jonge meisje bij het treinstation van Midgar, en ondanks het gevaar dat dit met zich meebracht, besloot ze haar als eigen dochter op te voeden. Al op jonge leeftijd begon Aerith de stem van de Planeet te horen, een vermogen dat zij erfde van haar Cetra-afkomst, hoewel ze haar gave nooit helemaal begreep. Ze leerde haar krachten te verbergen, terwijl ze zich toelegde op het kweken en verkopen van bloemen – iets zeldzaams in de vervuilde, industriële wereld van Midgar.
Aerith’s bestaan was lange tijd in balans, zij het broos. Ze werd jarenlang in de gaten gehouden door Shinra en regelmatig benaderd door de Turks, een geheime dienst van het bedrijf. Ook vóór de gebeurtenissen van Final Fantasy VII was ze al een doelwit van andere groepen, zoals AVALANCHE in zijn oorspronkelijke vorm – zoals te zien is in Before Crisis. Sommigen wilden haar beschermen, anderen wilden haar misbruiken.
Haar leven veranderde op het moment dat ze Cloud Strife ontmoette, een voormalige SOLDIER die in dienst was van AVALANCHE. In hem herkende ze iets vertrouwds en ze vroeg hem haar lijfwacht te worden – in ruil voor een simpel afspraakje. Wat begon als een luchtige belofte groeide uit tot een reis vol gevaar, onthullingen en tragiek. Aerith sloot zich aan bij Cloud en zijn groep in hun strijd tegen Sephiroth, maar al snel werd duidelijk dat zij een sleutelrol vervulde in het lot van de Planeet.
Ze voelde een roeping, iets wat haar leidde naar de Forgotten City. Daar bad ze tot de Planeet en riep ze de spreuk Holy op – de enige kracht die Sephiroths vernietigende Meteor kon tegenhouden. Maar voordat haar taak voltooid was, verscheen Sephiroth en nam hij haar leven. Ondanks haar dood werd Holy geactiveerd en uiteindelijk versterkt door de Lifestream, de levensstroom van de Planeet zelf – geleid door haar wil.
Aerith’s leven eindigde vroeg, maar haar invloed reikte verder dan dat van welk ander personage ook. Ze was niet alleen een bloemenmeisje in een kapotte wereld – ze was de stem van de Planeet, de laatste van haar soort, en de hoop die zelfs na de dood bleef voortleven.

## Overige verschijningen
Aerith verschijnt in Final Fantasy Tactics voor de Playstation als een bloemenverkoopster, waar ze wordt lastiggevallen door criminelen. Cloud verschijnt tijdens dit incident om haar te redden, waarna de speler een gevecht aangaat met de aanvallers zodat Aerith kan ontsnappen.
Aerith is een speelbaar personage in Itadaki Street Special en Itadaki Street Portable voor de PlayStation 2 en PlayStation Portable, waar ze verschijnt naast personages zoals Cloud, Tifa, Sephiroth en Yuffie. In de vechtgame Dissidia 012 Final Fantasy voor de PlayStation Portable verschijnt ze als assist-karakter die tijdelijke ondersteuning biedt tijdens gevechten. In de ritmegame Theatrhythm Final Fantasy vertegenwoordigt ze Final Fantasy VII als subpersonage.
Aerith verschijnt in War of the Visions: Final Fantasy Brave Exvius voor de Android en iOS. Ze maakte haar debuut in september 2021 tijdens een cross-over evenement met Final Fantasy VII Remake in zowel de Japanse als de internationale versie van het spel. Haar speelbare rollen in het spel zijn White Mage, Time Mage en Rune Knight. Aerith is een Ultra-Rare eenheid met het waterelement en beschikt over unieke ondersteunende vaardigheden, waaronder Healing Wind, die meerdere bondgenoten tegelijk geneest. Haar iconische outfit uit Final Fantasy VII Remake is beschikbaar als Trust Master-uitrusting in de vorm van “Aerith’s Clothing”, die bonussen biedt op HP en verdedigingsstatistieken.
In LittleBigPlanet 2 is Aerith beschikbaar als downloadbaar kostuum. Ze verschijnt eveneens als Mii-kostuum en Spirit in Super Smash Bros. Ultimate.
Binnen de Kingdom Hearts-serie verschijnt Aerith als lid van een groep toegewijd aan het verslaan van de Heartless. Ze werkt hierin samen met onder meer Leon, Yuffie en Cid. Ze biedt advies aan Sora, Donald en Goofy en verschijnt in meerdere titels, waaronder Kingdom Hearts, Chain of Memories, Kingdom Hearts II en de uitbreiding Re Mind van Kingdom Hearts III.
In de novelle Hoshi o Meguru Otome, opgenomen in de gids Final Fantasy VII Ultimania Ω, wordt Aeriths reis door het Lifestream beschreven na haar dood. In de film Wreck-It Ralph een eerbetoon aan haar gebracht via graffiti waarop te lezen is: "Aerith Lives".